# Ocupació dels Estats Bàltics

Divisió planejada i definitiva d'Europa d'acord amb el Pacte Mólotov-Ribbentrop, amb arranjaments posteriors

L'ocupació dels Estats Bàltics va ser l'ocupació militar dels tres estats bàltics (Estònia, Letònia i Lituània) per la Unió Soviètica, sota els auspicis del Pacte Mólotov-Ribbentrop el 14 de juny de 1940, seguida per la seva incorporació a l'URSS com a repúbliques constrituents, així com la posterior ocupació de les Repúbliques Bàltiques per l'Alemanya Nazi des del 22 de juny de 1941 i la seva incorporació al Reichskommissariat Ostland, que finalitzà quan l'Exèrcit Roig van reconquerir el control de la regió al maig de 1945. Els estats bàltics van tornar a ser independents el 20-21 d'agost de 1991.
Els governs dels estats bàltics, els Estats Units i els seus tribunals, el Parlament Europeu,

el Tribunal Europeu de Drets Humans i el Consell de Drets Humans de les Nacions Unides declararen que aquests països havien estat envaïts, ocupats i incorporats il·legalment a la Unió Soviètica sota les previsions del Pacte Mólotov-Ribbentrop de 1939, primer per la Unió Soviètica, després per l'Alemanya Nazi entre 1941 i 1944, i de nou per la Unió Soviètica des de 1944 i fins a 1991. Aquesta política de no reconeixement donà força al principi de continuïtat legal, la qual sostenia que, de iure, els estats bàltics seguien sent estats independents sota l'ocupació il·legal durant el període 1940-1991.
En la revisió de la història soviètica que començà durant la perestroika el 1989, la Unió Soviètica condemnà el protocol secret entre l'Alemanya Nazi i el mateix govern soviètic. Tot i això, l'URSS mai no considerà la seva presència al Bàltic com una ocupació, i considerà les Repúbliques Socialistes Soviètiques d'Estònia, Letònia i Lituània com a repúbliques constituents. El govern rus i diversos oficials de l'estat mantenen que l'annexió soviètica dels Estats Bàltics va ser legítima.
Els Estats Bàltics recuperaren la seva sobirania el 1991 durant la dissolució de la Unió Soviètica. Rússia va començar a retirar les tropes dels països bàltics (a partir de Lituània) el 1993. La retirada total de les tropes desplegades per Moscou va tenir lloc a l'agost de 1994. Rússia va acabar oficialment la seva presència militar en els països bàltics, a l'agost de 1998 pel desmantellament de l'estació de radar Skrunda-1 a Letònia. Les instal·lacions desmantellades van ser repatriades a Rússia i el lloc va tornar sota el control de Letònia, amb l'últim soldat rus deixant sòl Bàltic a l'octubre de 1999.

## Rerefons
A primeres hores del 24 d'agost de 1939, la Unió Soviètica i el Tercer Reich van signar un pacte de no-agressió amb vigència de 10 anys, anomenat el Pacte Mólotov-Ribbentrop. De manera més notable, el pacte contenia un protocol secret segons el qual els països de l'Europa Septentrional i Oriental quedaven dividits en esferes d'influència alemanyes i soviètiques. Al nord, Finlàndia, Estònia i Letònia quedaven dins de l'esfera soviètica. Polònia havia de ser dividida: les regions a l'est dels rius Narev, Vístula i San quedarien en mans soviètiques, mentre que les regions occidentals serien per a Alemanya. Lituània, fronterera amb Prússia Oriental, quedava dins de l'esfera d'influència alemanya, tot i que un segon protocol secret acordat el setembre de 1939 assignava la majoria de Lituània a la Unió Soviètica. D'acord amb aquest protocol secret, Vílnius, la capital històrica lituana, tornaria a aquest país, car des del període d'entreguerres havia quedat en mans poloneses.
Al final de la invasió soviètica de Polònia, el 6 d'octubre, els soviètics pressionaren a Finlàndia i als Estats Bàltics perquè signessin tractats d'assistència mútua. Els soviètics qüestionaren la neutralitat d'Estònia després que un submarí polonès escapés el 18 de setembre. Una setmana després, el ministre d'afers exteriors estonià va rebre un ultimàtum a Moscou: els soviètics exigien que es conclogués un tractat d'assistència mútua per establir bases militars a Estònia. Els estonians no tenien elecció i acceptaren bases de l'exèrcit, navals i aèries en dues illes i al port de Paldiski. El tractat corresponent va signar-se el 28 de setembre de 1939. Letònia els seguí el 5 d'octubre de 1939, i Lituània poc després, el 10 d'octubre de 1939. Aquests acords van permetre a la Unió Soviètica establir bases al territori dels estats bàltics durant la duració de la guerra europea, així com enviar 25.000 soldats a Estònia, 30.000 a Letònia i 20.000 a Lituània des d'octubre de 1939.

## Ocupació i annexió soviètica 1940-41
Al setembre i octubre de 1939, el govern soviètic forçà els estats bàltics a signar pactes d'assistència mútua, que donaven el dret a la Unió Soviètica d'establir bases militars. Al maig de 1940, els soviètics canviaren d'idea i pensaren en una intervenció militar directa, però encara seguiren intentant usar un govern titella. El seu model era la República Democràtica de Finlàndia, un règim titella que els soviètics van establir el primer dia de la Guerra d'Hivern. Els soviètics organitzaren una campanya de premsa contra les suposades simpaties pro-Aliats dels Països Bàltics. Al maig, els alemanys van envair França, aconseguint derrotar-la i ocupar-la només un mes després. A finals de maig i inicis de juny, els estats bàltics van ser acusats de col·laboració militar contra la Unió Soviètica. El 15 de juny, el govern lituà ja no va tenir alternativa i acceptà l'ultimàtum soviètic, permetent l'entrada d'un nombre no especificat de tropes soviètiques al seu territori. El Primer Ministre, Antanas Smetona, proposà la resistència armada contra els soviètics, però el govern ho rebutjà, proposant els seus propis candidats per encapçalar el règim. No obstant això, els soviètics ho rebutjaren i enviaren a Vladimir Dekanozov perquè es fes càrrec del govern mentre que l'Exèrcit Roig ocupava el país.
El 16 de juny, Letònia i Estònia també van rebre ultimàtums, i l'Exèrcit Roig ocuparia ambdós països poc després. El govern soviètic posaria a Andrei Vixinski com a líder de Letònia i a Andrei Jdànov a Estònia. Els nous governs dels Estats Bàltics es formaren el 18 i el 21 de juny, enmig de línies de Front popular. Sota la supervisió soviètica, els nous governs de comunistes i companys de ruta van fer eleccions falsejades. Ben aviat, els nous governs demanaren l'admissió dins de la Unió Soviètica. Lituània va ser incorporada a la Unió Soviètica el 3 d'agost, Letònia el 5, i Estònia el 9. Els presidents d'Estònia i Letònia van ser empresonats, i posteriorment moririen a Sibèria. Al juny de 1941, els nous governs realitzaren deportacions massives d'enemics del poble. Conseqüentment, quan els alemanys van envair les repúbliques bàltiques, van ser molts els qui els van rebre com a alliberadors.

## Ocupació alemanya 1941-1944

### La província d'Oslandi l'Holocaust
El 22 de juny de 1941, els alemanys van envair la Unió Soviètica. Els estats bàltics, recentment sovietitzats per amenaces, per la força i el frau, generalment donaven la benvinguda les tropes alemanyes quan van travessar les fronteres. A Lituània, esclatà una revolta i s'establí un govern provisional independent. A mesura que les tropes alemanyes s'apropaven a Riga i a Tallin, es realitzaren diversos intents per restablir els governs nacionals. S'esperava que els alemanys restablirien la independència bàltica. Com que les esperances polítiques s'esfumaren ben aviat, la cooperació dels bàltics va disminuir en entusiasme o cessa. Els alemanys animaren els territoris bàltics a annexionar-se al Tercer Reich on els elements útils serien assimilats i els no vàlids serien exterminats. En realitat, la política d'ocupació va ser més complicada i els Estats Bàltics van quedar integrats juntament amb Belarús al Reichskommissariat Ostland per motius administratius. La regió va ser dirigida per Hinrich Lohse, que va estar obsessionat per les normatives burocràtiques. La zona del Bàltic només era la regió oriental d'una zona que es preveia que esdevindria una província del Tercer Reich.
Les actituds racials nazis cap als bàltics diferien entre les autoritats nazis. A la pràctica, les polítiques racials estaven dirigides no contra la majoria dels bàltics, sinó contra els jueus. Grans quantitats de jueus vivien a les ciutats principals, notablement a Vílnius, Kaunas i Riga. Les unitats mòbils de matances alemanyes assetjaren centenars de milers de jueus; el Einsatzgruppe A, destacat a la zona del Bàltic, va ser la unitat més efectiva de les quatre. La política alemanya obligava als jueus a viure en guetos. El 1943, Heinrich Himmler ordenà a les seves tropes a liquidar els guetos i a enviar als supervivents als camps de concentració. Molts bàltics van col·laborar activament a la matança dels jueus, i els nazis provocaven progroms a nivell local, especialment a Lituània. Només un deu per cent dels jueus estonians, lituans i letons van aconseguir sobreviure a la guerra. Tot i això, per a la majoria de la població bàltica, el mandat nazi va ser més lleuger que no pas havia estat el soviètic. A més, va ser menys brutal que altres ocupacions alemanyes en altres regions de l'Europa Oriental. Diversos regims titella portaren a terme accions administratives i es permeté funcionar les escoles. No obstant això, es negà a la major part de la població el dret a tenir terres o negocis.

### Intents de restaurar la independència i ofensiva soviètica
Durant l'ocupació alemanya van haver diversos esforços per restaurar la independència. Els lituans van deixar el mandat soviètic dos dies abans que els alemanys arribessin a Kaunas. Els alemanys permeteren un govern provisional durant un mes. El Consell Central Letó va crear-se com a organització clandestina el 1943, però el 1945 va ser destruït per la Gestapo. A Estònia, Jüri Uluots proposà la restauració de la independència el 1941. Posteriorment, seria una figura clau en el Comitè Nacional secret el 1944. El setembre del 1944, Uluots va ser president durant un breu temps de l'Estònia independent. A diferència de França o Polònia, els estats bàltics no tenien governs a l'exili a l'oest, i conseqüentment, ni la Gran Bretanya ni els Estats Units van mostrar gaire interès per la causa del Bàltic, mentre que la guerra contra l'Alemanya Nazi seguia sense decidir-se. El descobriment de la massacre de Katyn el 1943 i la conducta cap a la Sublevació de Varsòvia el 1944 eren ombres a les relacions. Tot i això, totes 3 potències mostraren la seva solidaritat durant la conferència de Ialta de 1945.
L'1 de març de 1944 finalitzà el setge de Leningrad i les tropes soviètiques arribaren a la frontera amb Estònia. El 14 de setembre, els soviètics llançaren l'ofensiva del Bàltic, una operació politicomilitar per expulsar els alemanys; el 16 de setembre, l'Alt Comandament de l'Exèrcit Alemany preparà un pla, en què les tropes estones cobririen la retirada alemanya. Ben aviat els soviètics arribaren a Tallin. La primera missió de l'NKVD era aturar a qualsevol que volgués fugir del país, encara que molts refugiats aconseguirien fugir a l'oest. L'NKVD també tenia marcats com a objectiu els membres del Comitè Nacional de la República d'Estònia. Les tropes alemanyes i letones capitularen a la bossa de Curlàndia al maig de 1945.

## Sota mandat soviètic 1944-1991

### Resistència i deportacions

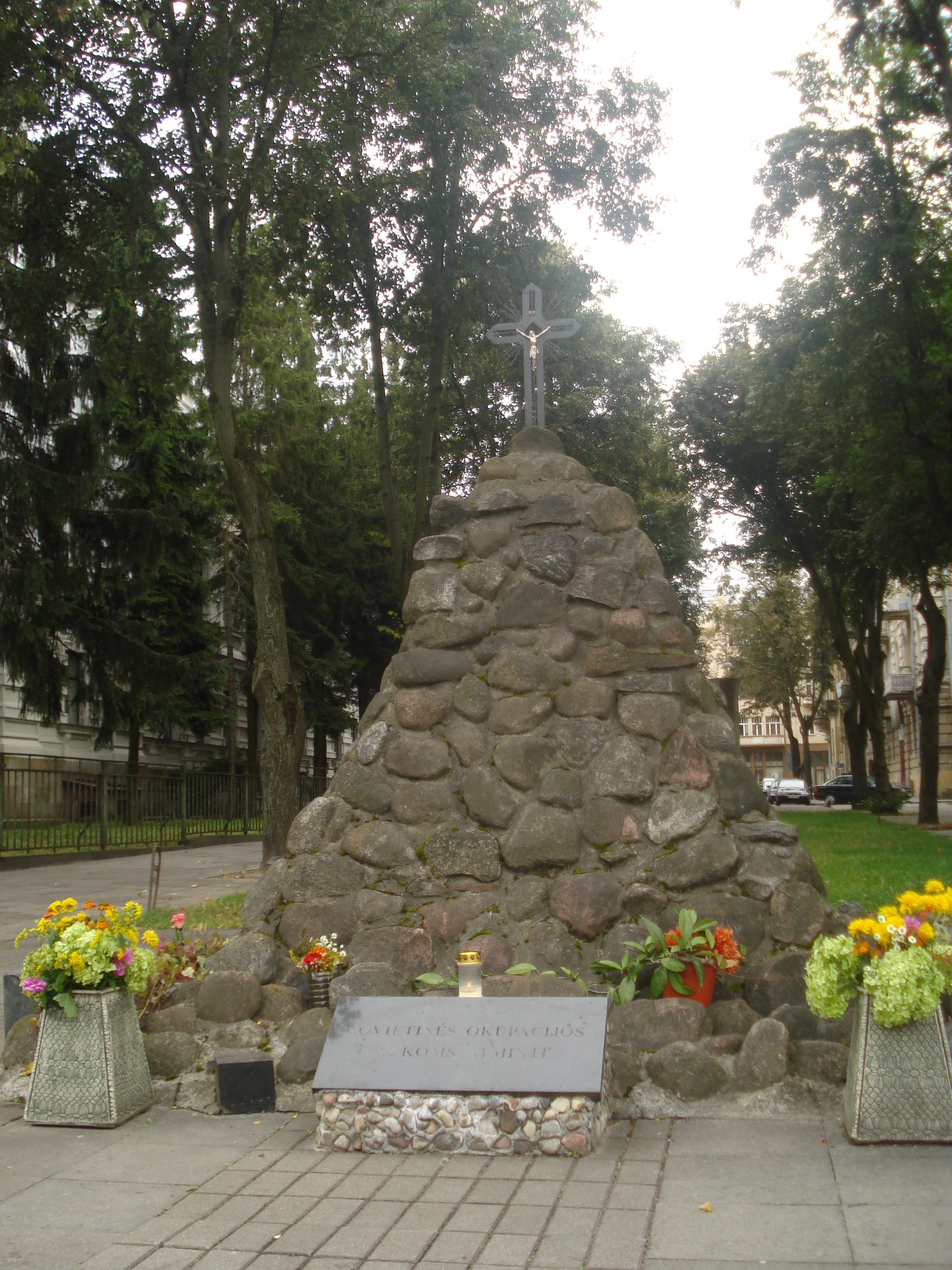
Monument a les víctimes lituanes de l'ocupació soviètica a l'avinguda Gediminas de Vílnius.

Després de reconquerir els Estats Bàltics, els soviètics executaren la sovietització. L'efecte va aconseguir-se més en la industrialització a gran escala com en els atacs directes a la cultura, la religió i a la llibertat d'expressió. Els soviètics van usar deportacions massives per tal d'eliminar la resistència a la col·lectivització i el suport als partisans. Els partisans bàltics, per exemple els "Germans del Bosc", resistiren als soviètics mitjançant la lluita armada durant bastants anys. Els soviètics ja havien realitzat deportacions el 1940-41, però les realitzades entre 1944 i 1952 van ser a una escala molt major. Al març de 1949, els soviètics organitzaren la deportació en massa de 90.000 persones del Bàltic.
La xifra total de deportats entre 1944 i 1955 s'estima en 124.000 a Estònia, 136.000 a Letònia i 245.000 a Lituània. Es permeté tornar als deportats després del discurs secret de Nikita Khrusxov el 1956, encara que molts no van sobreviure als anys d'exili a Sibèria. Després de la guerra, els soviètics traçaren noves fronteres per a les repúbliques bàltiques. Lituània guanyà les regions de Vílnius i Klaipeda, però Estònia i Letònia van haver de cedir alguns territoris orientals a Rússia. Estònia perdé el 5 per cent i Letònia el 2 per cent del seu territori de preguerra.

### Industrialització i immigració
Els soviètics realitzaren grans inversions de capital pels recursos energètics i pels productes de la indústria manufacturera i l'agricultura. El propòsit era integrar les economies bàltiques en la major esfera econòmica soviètica. En totes tres repúbliques, la indústria manufacturera es desenvolupà a costa d'altres sectors, notablement l'agricultura i l'habitatge. L'economia rural patí de la manca d'inversions i de la col·lectivització. Les zones urbanes bàltiques van quedar molt malmeses durant la guerra i es trigaren deu anys a reconstruir les cases perdudes. Les noves construccions solien ser d'una qualitat pobre, i els immigrants d'ètnia russa eren afavorits per aconseguir-les. Estònia i Letònia van rebre una gran immigració de treballadors industrials provinents d'altres zones de la Unió Soviètica, provocant uns dramàtics canvis demogràfics. Lituània també es va veure afectada per la immigració, però a una escala menor.
Els estonians ètnics constituïen el 88% de la població abans de la guerra, però el 1970 aquesta xifra havia quedat reduïda al 60%. A Letònia aquesta xifra passà del 75% de preguerra al 57% el 1970 i al 50,7% el 1989. En contrast, la disminució a Lituània només va ser del 4%. Els comunistes bàltics havien donat suport i participat en la Revolució d'octubre de 1917 a Rússia. Tot i això, molts d'ells van morir durant la Gran Purga de finals de la dècada de 1930. Els nous règims comunistes establerts el 1944 van ser formats principalment per comunistes nadius que havien lluitat a l'Exèrcit Roig, però els soviètics també importaren russos ètnics per ocupar els càrrecs polítics, administratius i de direcció.

### Restauració de les independències
El període d'estancament portà la crisi dels sistema soviètic. El nou líder soviètic, Mikhaïl Gorbatxov, pujà al poder el 1985 i respongué amb la glàsnost i la perestroika. Es realitzaren diverses temptatives per tal de reformar el sistema soviètic des de dalt per poder evitar la revolució des de baix. Les reformes ocasionaren el renaixement del nacionalisme de les repúbliques bàltiques. Les primeres gran demostracions contra l'ocupació van ser a Riga, el novembre de 1986, i, durant la primavera de 1987, a Tallin. Petites protestes d'èxit van encoratjar a ciutadans clau i, al final de 1988, l'ala reformista havia guanyat les posicions decisives a les repúbliques bàltiques. Al mateix temps, les coalicions entre reformistes i populistes es crearen sota els auspicis dels Fronts Populars. El Soviet Suprem d'Estònia va fer que l'idioma estonià fos l'idioma oficial de l'estat de nou el gener de 1989, i, poc després, s'aprovaren lleis semblants a Letònia i a Lituània. Les repúbliques bàltiques declararen la seva voluntat de sobirania: Estònia, l novembre de 1988, Lituània, l maig de 1989 i Letònia, l juliol de 1989. El Camí del Bàltic, que va tenir lloc el 23 d'agost de 1989, esdevingué la major manifestació d'oposició al mandat soviètic.
L'11 de març de 1990, el Soviet Suprem Lituà declarà la independència de Lituània. Els candidats pro-independència havien rebut una majoria aclaparadora a les eleccions al Soviet Suprem de març de 1990. El 30 de març de 1990, el Soviet Suprem Estonià va proclamar la declaració d'independència. El 4 de maig de 1990, el Soviet Suprem Letó va fer una declaració semblant. A mitjans de juny, els soviètics iniciaren negociacions amb les repúbliques bàltiques: els soviètics tenien un gran desafiament davant seu, car la República Federal Russa declarà la proclamció de la sobirania al juny. Simultàniament, les repúbliques bàltiques també començaren a negociar directament amb la República Federal Russa. Després que les negociacions amb els soviètics fracassessin, aquests van realitzar un intent dramàtic i fallit per aturar tot el procés enviant tropes a Lituània i a Letònia el gener de 1991. L'agost de 1991, els membres de la línia dura intentaren prendre el control de la Unió Soviètica. El 21 d'agost, un dia després del Cop, els estonians proclamaren la independència, i el parlament letó va fer una declaració semblant aquell mateix dia. El Cop havia fracassat, però el col·lapse de la Unió Soviètica era un fet inevitable. Finalment, el 6 de setembre de 1991, la Unió Soviètica reconegué la independència de les Repúbliques Bàltiques. Rússia va començar a retirar les tropes dels països bàltics (a partir de Lituània) el 1993. El 31 d'agost de 1994, les darreres tropes russes abandonaren el territori. Rússia va acabar oficialment la seva presència militar en els països bàltics, a l'agost de 1998 pel desmantellament de l'estació de radar Skrunda-1 a Letònia. A l'octubre de 1999, les darreres tropes russes abandonaren Skrunda-1.

## Continuïtat de l'estat de les repúbliques bàltiques
| « | Han estat 45 anys des del fosc any de 1940 quan els exèrcits soviètics invasors, d'acord amb el règim nazi, van envair aquestes tres repúbliques bàlitques independents. El caràcter atroç de l'opressió soviètica va quedar il·lustrat mitjançant l'empresonament, la deportació i l'assassinat d'uns 100.000 bàltics durant un regnat de terror de 4 dies entre el 14 i el 17 de juny de 1941. | » |

La major part dels estats occidentals no havien reconegut l'annexió de 1940 de iure. En canvi, reconegueren que la Unió Soviètica tenia el control sobre les Repúbliques Bàltiques de facto. Tot i això, només hi hagué algunes veus en suport seu com la dels Estats Units durant els anys del mandat soviètic. El clam del Bàltic que continuaven la seva existència de pre-ocupació amb personalitat legal pròpia ha estat qüestionada en diversos camps i contextos. El temps passat, més de 50 anys, ha estat un dels arguments en contra d'aquesta afirmació. Tot i això, els estats bàltics basen també els seus clams afirmant la continuació en dos lleis addicionals: la prohibició d'usar la força en les relacions internacionals i el dret a l'autodeterminació, com s'expressa en les eleccions lliures.

## Historiografia russa i soviètica
La historiografia soviètica veia la incorporació de 1940 com una entrada voluntària per part dels Bàltics. Segons els soviètics, unia el concepte de la Rússia mitològica des de l'època de Kievan Rus a través de l'Imperi Rus fins a l'Estat Soviètic. Així, la historiografia soviètica donava legitimitat als interessos russos primer i soviètics després sobre la zona del Bàltic. La majoria de russos ètnics creien que tenien drets morals i històrics per controlar i russificar tota la Unió Soviètica, inclosa la regió del Bàltic. A la historiografia soviètica, l'annexió de 1940 no només va ser una entrada voluntària, sinó que va ser quelcom natural que succeís. La seguretat militar de la Mare Rússia millorava i no es podia argumentar res davant d'aquest fet.